# العلاقات البوليفية الغيانية
العلاقات البوليفية الغيانية هي العلاقات الثنائية التي تجمع بين بوليفيا وغيانا.

## مقارنة بين البلدين
هذه مقارنة عامة ومرجعية للدولتين:
| وجه المقارنة                                              | بوليفيا                                          | غيانا        |
| --------------------------------------------------------- | ------------------------------------------------ | ------------ |
| المساحة (كم2)                                             | 1.10 مليون                                       | 214.97 ألف   |
| عدد السكان (نسمة)                                         | 11.05 مليون                                      | 777.86 ألف   |
| الكثافة السكانية (ن./كم²)                                 | 10.05                                            | 3.62         |
| العاصمة                                                   | سوكري، لاباز                                     | جورج تاون    |
| اللغة الرسمية                                             | اللغة الإسبانية، اللغة الأيمرية، كتشوا، غوارانية | لغة إنجليزية |
| العملة                                                    | بوليفاريو بوليفي                                 | دولار غياني  |
| الناتج المحلي الإجمالي (بليون دولار)                      | 37.51 مليار                                      | 3.68 مليار   |
| الناتج المحلي الإجمالي (تعادل القوة الشرائية) بليون دولار | 74.58 مليار                                      | 5.77 مليار   |
| الناتج المحلي الإجمالي الاسمي للفرد دولار أمريكي          | 3.08 ألف                                         | 4.13 ألف     |
| الناتج المحلي الإجمالي للفرد دولار أمريكي                 | 6.63 ألف                                         |              |
| مؤشر التنمية البشرية                                      | 0.662                                            |              |
| رمز المكالمات الدولي                                      | +591                                             | +592         |
| رمز الإنترنت                                              | .bo                                              | .gy          |
| المنطقة الزمنية                                           | 00                                               | 00           |

## منظمات دولية مشتركة
يشترك البلدان في عضوية مجموعة من المنظمات الدولية، منها:
| علم المنظمة | اسم المنظمة                                                          | تاريخ انضمام بوليفيا | تاريخ انضمام غيانا |
| ----------- | -------------------------------------------------------------------- | -------------------- | ------------------ |
|             | الاتحاد البريدي العالمي                                              | ?                    | ?                  |
|             | مؤسسة التنمية الدولية                                                | 21 يونيو 1961        | 4 يناير 1967       |
|             | اتحاد دول أمريكا الجنوبية                                            | ?                    | ?                  |
|             | منظمة التجارة العالمية                                               | 12 سبتمبر 1995       | ?                  |
|             | الأمم المتحدة                                                        | 14 نوفمبر 1945       | 20 سبتمبر 1966     |
|             | منظمة حظر الأسلحة الكيميائية                                         | ?                    | ?                  |
|             | وكالة ضمان الاستثمار متعدد الأطراف                                   | 3 أكتوبر 1991        | 18 يناير 1989      |
|             | منظمة الشرطة الجنائية الدولية                                        | ?                    | ?                  |
|             | مؤسسة التمويل الدولية                                                | 20 يوليو 1956        | 4 يناير 1967       |
|             | الاتحاد الدولي للاتصالات                                             | 1 يونيو 1907         | 8 مارس 1967        |
|             | البنك الدولي للإنشاء والتعمير                                        | 27 ديسمبر 1945       | 26 سبتمبر 1966     |
|             | وكالة حظر الأسلحة النووية في أمريكا اللاتينية ومنطقة البحر الكاريبي ‏ | ?                    | ?                  |
|             | يونسكو                                                               | 13 نوفمبر 1946       | 21 مارس 1967       |

## وصلات خارجية
- موقع وزارة الخارجية البوليفية
- موقع وزارة الخارجية الغيانية